# Patrick M'Boma
Patrick M'Boma (Douala, Camerun, 15 de novembre de 1970) és un futbolista camerunès retirat que disputà 57 partits amb la selecció del Camerun.